# Museo Nacional de los Ferrocarriles Mexicanos
El Museo Nacional de los Ferrocarriles Mexicanos (MNFM) es un espacio expositivo dedicado a estudiar, conservar y difundir el legado ferroviario a partir de reseñas históricas del Ferrocarril, desde sus inicios en 1988 hasta la actualidad. Este recinto se encuentra situado en el Centro histórico de Puebla, en la capital del homónimo del estado de Puebla, México.

## Descripción general
El museo cuenta con un importante número de objetos de carácter histórico ferrocarrilero, piezas que no solo formaron parte del equipo rodante, que es imponente y majestuoso, sino también objetos de la vida cotidiana utilizados en oficinas, talleres y patios de la ya desaparecida empresa ferrocarrilera. Existen asimismo espacios lúdicos e inmensas áreas verdes para el deleite de chicos y grandes. Aquí se encuentran auténticos vagones de ferrocarril que fueron usados en diferentes épocas, entre estos se incluye un vagón presidencial y máquinas de vapor antiguas.
Cuenta con varias salas de exposición, en las cuales se exhiben de manera temporal diversas exposiciones, todas relacionadas con la cultura ferrocarrilera. Generalmente se muestran a través de un guion museográfico los diferentes acervos que ahí se contienen, como mapas o planos de estaciones, rutas o caminos férreos, fotografías, archivos históricos y libros especializados en el tema ferrocarrilero. 

## Historia

### Antiguas Estaciones del Ferrocarril Mexicano y del Mexicano del Sur
El Museo Nacional de los Ferrocarriles Mexicanos se encuentra ubicado en los predios que formaron parte de las estaciones del Ferrocarril Mexicano, y del Mexicano del Sur, en la ciudad de Puebla. De ambos edificios, sólo se conserva el de la Antigua Estación del Ferrocarril Mexicano, actual sede del Museo.
La Antigua Estación del Ferrocarril Mexicano formó parte de la infraestructura planeada para la línea del ferrocarril que correría de la Ciudad de México al Puerto de Veracruz, vía Orizaba; específicamente, se ubicó en la ciudad de Puebla, en un ramal de la vía principal que llegaría a la Angelópolis, partiendo de Apizaco en el estado de Tlaxcala.

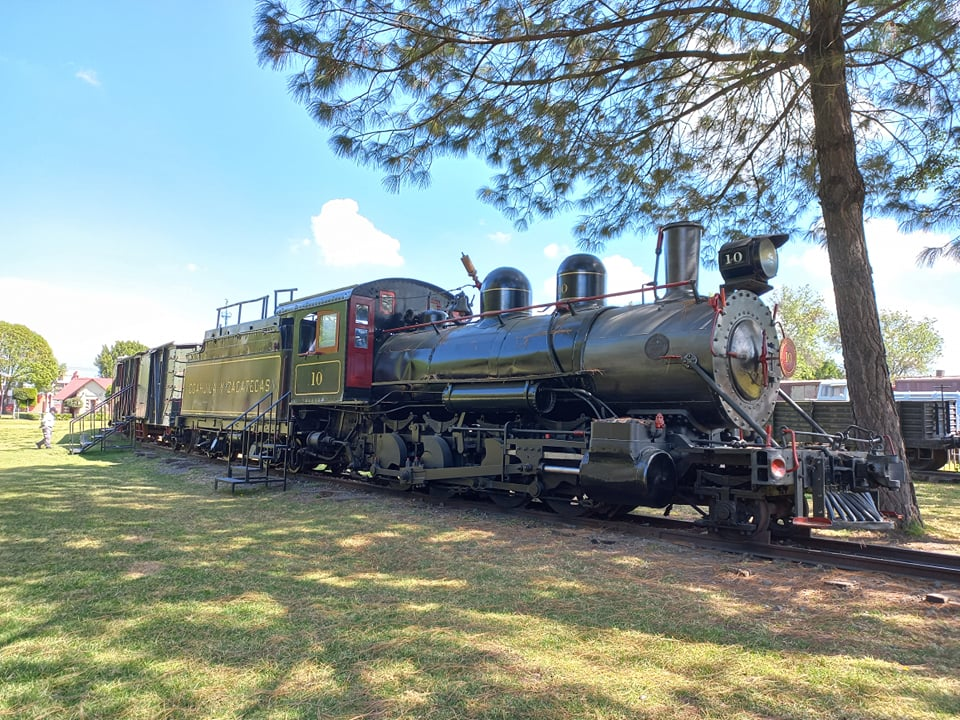
Locomotora de vapor en el mueso.

Fue en 1857 que la familia Escandón recibió del gobierno de la República, la concesión a perpetuidad para la construcción de la nueva línea férrea, y para 1861, se aprobó el contrato para el tendido de vía de lo que entonces se nombró como “Ferrocarril Veracruz-México-Acapulco y ramal a Puebla”, dicho contrato incluía además, el compromiso de la compañía ferroviaria para construir estaciones en las ciudades de México y Puebla; en esta última, se establecería una estación de pasajeros con taller de reparaciones (ambos de segunda clase), un local para albergar seis máquinas y una cubierta para guardar vagones.
En 1864, Maximiliano transfiere la concesión de esta línea de ferrocarril a la Compañía Limitada del Ferrocarril Imperial de México, empresa constituida en Londres. Con esta compañía se amplió el tendido de línea hasta Veracruz y se continuó con la habilitación de infraestructura que contemplaron 185 millas de “trabajo de tierra” para la vía de México a Boca del Monte (Veracruz), incluido el ramal a Puebla, trabajos que para 1866 se encontraban concluidos, no así la edificación de la estación, la cual se encontraba aún pendiente.
Con la República restaurada, y ya como presidente Benito Juárez, en 1867, se transforma la Compañía Limitada del Ferrocarril Imperial de México, en el Ferrocarril Mexicano, cuyo propósito era concluir el ferrocarril de México a Veracruz. A través de un nuevo decreto, se estableció que en diciembre de 1868 se tendría que finalizar el ramal de Puebla a Apizaco (plazo que se extendería un año más para la terminación de obra). 
Avanzados los trabajos, el 1 de junio de 1869 se inaugura el tramo Apizaco a Santa Ana Chiautempan, y se continúa hacia la ciudad de Puebla, encabezando la construcción de la línea como director del Ferrocarril Mexicano, el ingeniero civil inglés William Cross Buchanan. El tramo Apizaco-Puebla quedó terminado en septiembre de 1869.
La inauguración del tramo del Ferrocarril Mexicano de la Ciudad de México a la ciudad de Puebla, representó un acontecimiento relevante para el desarrollo comercial de la región, sin duda esta nueva infraestructura contribuía a la visión de incorporar al país a las vías del progreso. Debido a su importancia económica, social y política, tanto el tramo México-Puebla, como la estación del Ferrocarril Mexicano en Puebla, fueron inaugurados por el presidente Benito Juárez el 16 de septiembre de 1869. Con dicho acto, se estrechaban los lazos políticos y comerciales de las dos principales ciudades de la República.

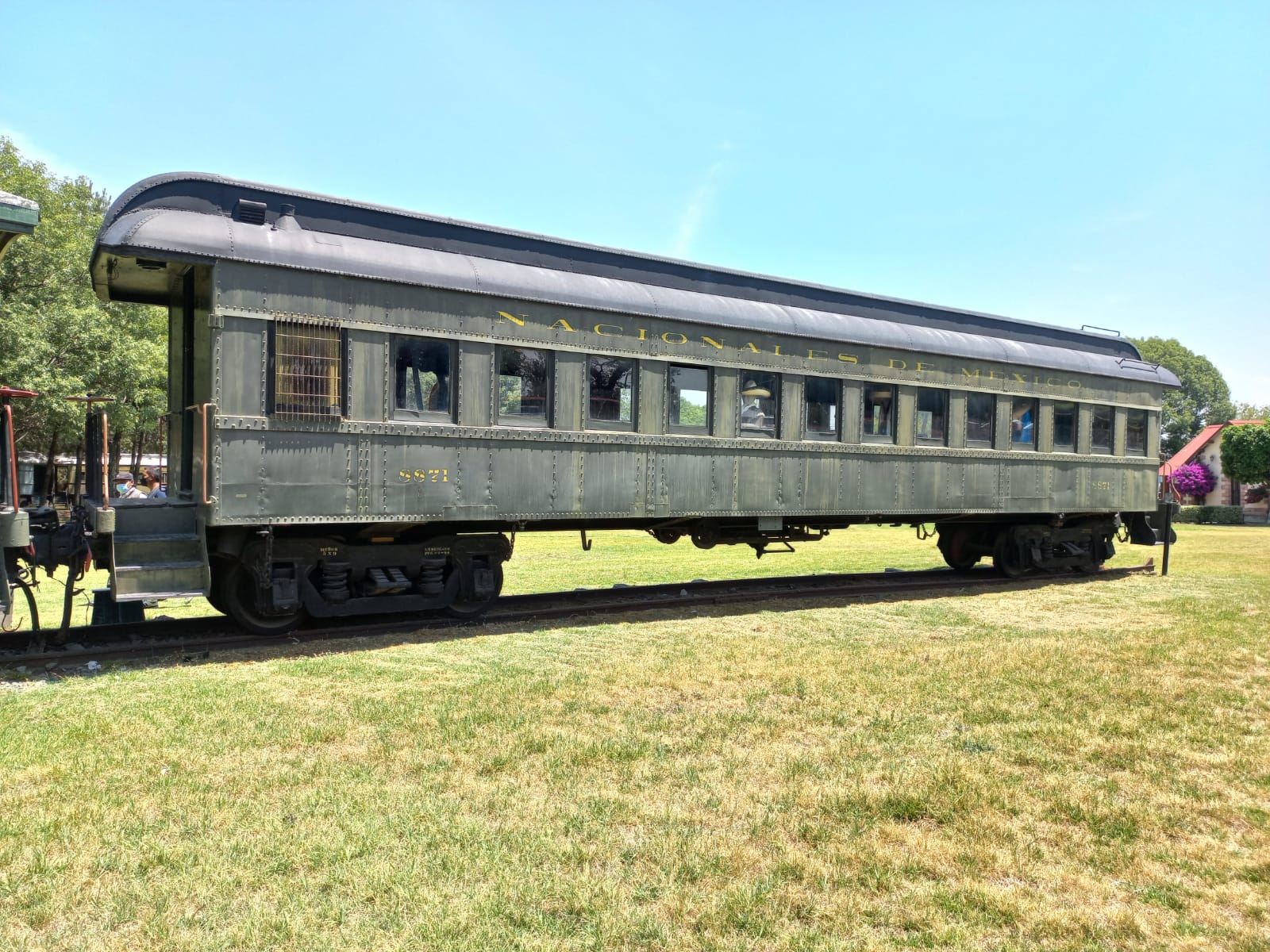
Antiguo coche de pasajeros en el museo.

Inaugurada la estación del Ferrocarril Mexicano, las autoridades locales determinaron establecer nuevas estaciones ferroviarias en la misma zona. Adyacente a los patios del Ferrocarril Mexicano, se erigió la estación del Ferrocarril Mexicano del Sur, con un recorrido de Puebla a Oaxaca. La línea Puebla – Tehuacán fue inaugurada en 1891 por el gobernador de Puebla, Rosendo Márquez; y la línea hasta Oaxaca, un año después, por el presidente Porfirio Díaz. 
La estación del Ferrocarril Mexicano el Sur, contaba con un conjunto de edificios en los que se desarrollaban diversas actividades. El edificio principal para pasajeros fue construida al estilo inglés, con piedra caliza, ornamentos de ladrillo en ventanas y remates, pisos de madera, cubiertas a dos aguas y protecciones de ventanas y jardineras de hierro. 
Esta estación fue incendiada por las fuerzas revolucionarias en 1920, y aunque fue reparada, su función se redujo a oficinas para movimiento de talleres y patios, trasladándose los servicios de pasajeros y carga a la estación del Ferrocarril Interoceánico (ubicada dos cuadras hacia el sur). Para 1950, la estación del Ferrocarril Mexicano del Sur cayó en abandono, pese a que aún funcionaban en el inmueble los talleres de Miscelánea, Reparación de Motores y Cuarto de Motores. Finalmente, en la década de 1970, los talleres y estaciones de Puebla de Ferrocarriles Nacionales de México, se trasladaron a la conocida como “Nueva Estación”, ubicada en la avenida 80 poniente, a raíz de dicha acción, el edificio de la Estación del Ferrocarril Mexicano del Sur fue demolido.
Por su parte, después de la época de auge de la estación del Ferrocarril Mexicano, la empresa inglesa, vende en 1946, el Ferrocarril Mexicano al gobierno, quedando los trabajadores adscritos a la empresa Ferrocarriles Nacionales de México. A consecuencia del mal estado en que se encontraba mucha de la infraestructura existente en la línea del Mexicano, se suspendieron provisionalmente las corridas de trenes de pasajeros y mixtos, retomando actividades en 1947, con una serie de reparaciones continuas hasta 1950. De 1958 a 1959, la estación del Mexicano, cerró parcialmente durante el movimiento de huelga del Vallejismo; y a partir de 1960, se destinó sólo a servicio de pasajeros. 
Fue en 1974, que la estación dejó de funcionar de manera definitiva y se usó de manera provisional como local de la sección 21 del Sindicato de Trabajadores Ferrocarrileros de la República Mexicana y escuela de capacitación. Cuando dicho Sindicato decide abandonar de manera definitiva el inmueble, la estación del Ferrocarril Mexicano y la del Mexicano del Sur, caen en desuso y deterioro. Entre 1970 y 1980, las instalaciones fueron utilizadas como mercado, colonia marginal y paradero de autobuses; y en un intento por regenerar el área, el Patronato Puebla Verde y el Ayuntamiento de Puebla, llevaron a cabo una siembra masiva de árboles para crear un parque público. Fue en 1985 que el ingeniero Andrés Caso Lombardo, director de Ferrocarriles Nacionales de México, decidió que ambas estaciones albergaran al que sería el Museo Nacional de los Ferrocarriles Mexicanos, inaugurado el 5 de mayo de 1988, en el 126 aniversario de la batalla de Puebla, por el presidente de México, Miguel de la Madrid Hurtado.

### Edificio de la Antigua Estación del Ferrocarril Mexicano
La estación del Ferrocarril Mexicano fue ubicada en las proximidades de la calle del Señor de los Trabajos (San Pablo de los Naturales), avenida 10 poniente y calle 11 norte de la ciudad de Puebla. Al poniente de lo que en su momento fue cementerio y plazuela con una fuente, y posteriormente jardín, existió una huerta llamada “La Era de Hidalgo”, predio en el que se construyó el edificio de la estación. Colindantes se encontraban otras dos huertas: “La Salitrería” y “La Caporala”; en ellas, se producía salitre y nitro, respectivamente, utilizados para la fabricación de pólvora. La “Salitrería” fue afectada por el tendido de vías, asimismo, los acueductos de barro con los que contaba, se modificaron para dotar de agua a los patios ferroviarios. “La Caporala”, por su parte, fue fusionada a los terrenos del Ferrocarril Mexicano tras su venta a la compañía ferroviaria.

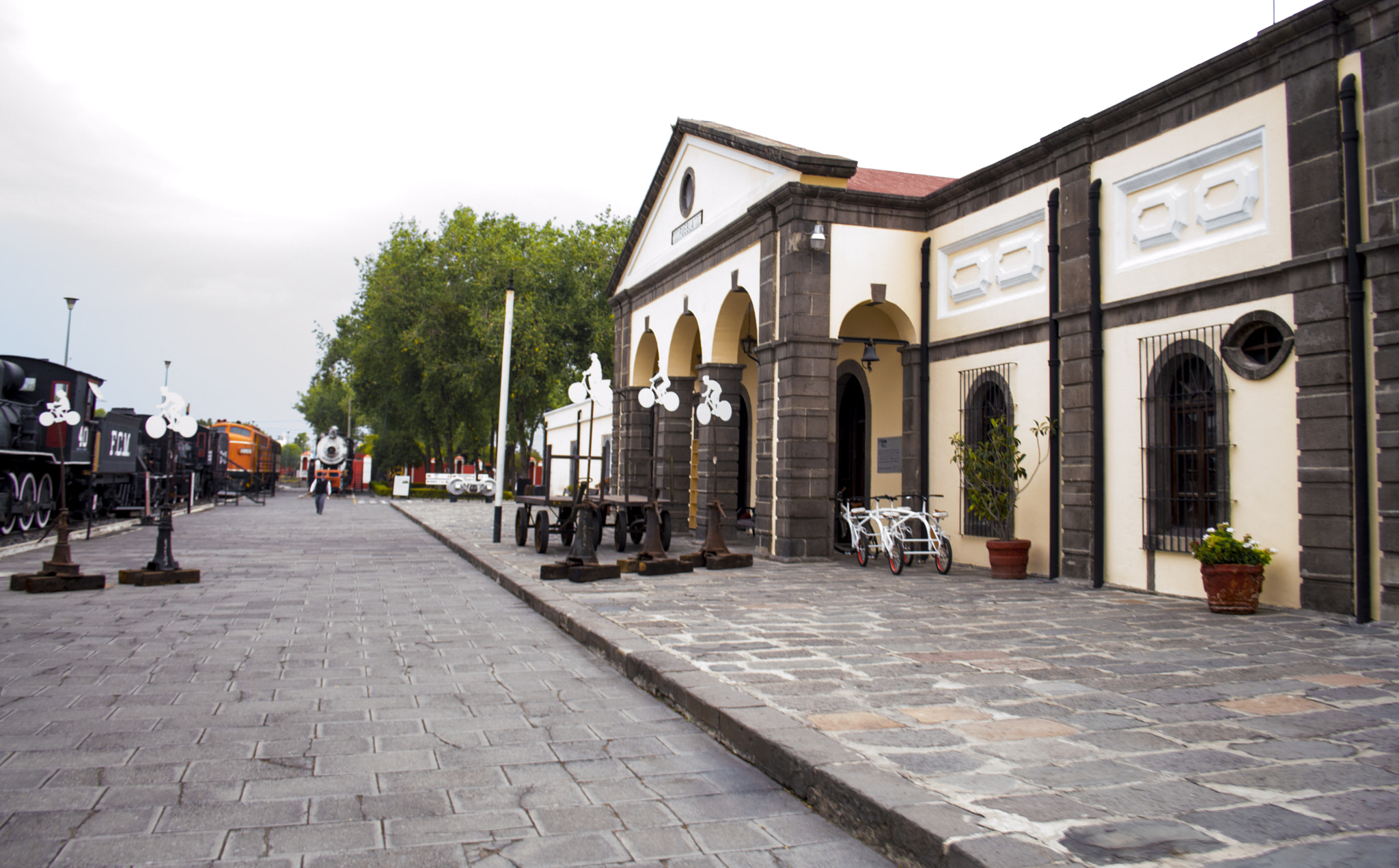
Edificio de la antigua estación.

El edificio de la estación fue construido bajo los principios del convenio establecido en 1861, como estación de segunda clase al pertenecer a un ramal de la vía troncal México-Veracruz, y prestó servicio de pasajeros y carga. De manufactura mexicana y con asesoría de la compañía británica, se apegó al modelo de las estaciones inglesas. Los materiales empleados para su construcción fueron adobe, piedra, arena y madera. Su sistema constructivo a base de muros de carga, soportan una cubierta de madera y lámina con quiebres a diferentes aguas.
Desde sus orígenes la estación contó con cableado de telégrafo, bodegas, oficina para servicio de exprés y correo, cubierta para vagones y locomotoras, así como una pequeña casa redonda o taller para reparaciones menores. Hacia el poniente, cruzando el patio de maniobras, se encontraba una plataforma para pulque y bodega de carga con dos oficinas y una báscula; al oriente, caballerizas, un corral, dos piletas y baños. Asimismo, el edificio de la estación contó con lunch house para servicio a usuarios, y en su sala de espera, se podía observar la pizarra con horarios y el reloj reglamentario. Existían también surtideros de agua abundante para las locomotoras y demás usos; y en 1878, se construyeron habitaciones para los obreros.
Años después, a consecuencia de daños sufridos durante la Revolución, la estación fue reconstruida. Para 1925, el edificio principal contaba con sala para pasajeros de primera clase, sanitarios, una sección para equipaje, restaurante y servicio de exprés, todo ello en el lado norte; y hacia el sur, había cuatro oficinas para funcionarios, otra para el telégrafo, cocina y dos servicios sanitarios.
En 1950, ya en manos de Ferrocarriles Nacionales de México, el Ferrocarril Mexicano sufre varias reparaciones entre las que destacan las realizadas en la estación de Puebla, que incluyeron las líneas telegráficas, la reconstrucción del edificio principal, la construcción de una fosa de reparación de locomotoras, la reparación de la casa de máquinas y la conclusión de la instalación de una báscula de vía. En 1974, el edificio principal de la Estación del Ferrocarril Mexicano, dejó de funcionar de manera definitiva, albergando usos provisionales y cayendo posteriormente en el abandono y deterioro. Fue hasta 1985, año en el que la empresa Ferrocarriles Nacionales de México, emprende el rescate del edificio, así como de las demás instalaciones de dicha estación, y de la Estación del Ferrocarril Mexicano del Sur, para albergar al Museo Nacional de los Ferrocarriles Mexicanos. Con dicho proyecto, se rescata el inmueble conforme a su diseño original, privilegiando su uso como espacio para exposiciones temporales.

### Museo de los Ferrocarriles Mexicanos
En la década de 1970, la empresa de Ferrocarriles Nacionales de México (FNM), se planteó la creación de un Museo de transportes cuya finalidad era salvaguardar el patrimonio histórico y cultural de los ferrocarriles mexicanos. Dicho proyecto se materializó el 5 de mayo de 1988 cuando el presidente Miguel de la Madrid Hurtado inauguró el Museo Nacional de los Ferrocarriles Mexicanos el cual se ubicó en los terrenos que antes ocuparon las estaciones, patios y talleres del Ferrocarril Mexicano y del Ferrocarril Mexicano del Sur, que a su vez formaban parte del enorme complejo ferroviario que se desarrolló en la ciudad de Puebla, que se extendía en un área aproximada de treinta manzanas en las que el Ferrocarril Interoceánico, el tranvía industrial de Puebla y el tranvía urbano de la ciudad de Puebla tendieron sus vías y establecieron sus estaciones.

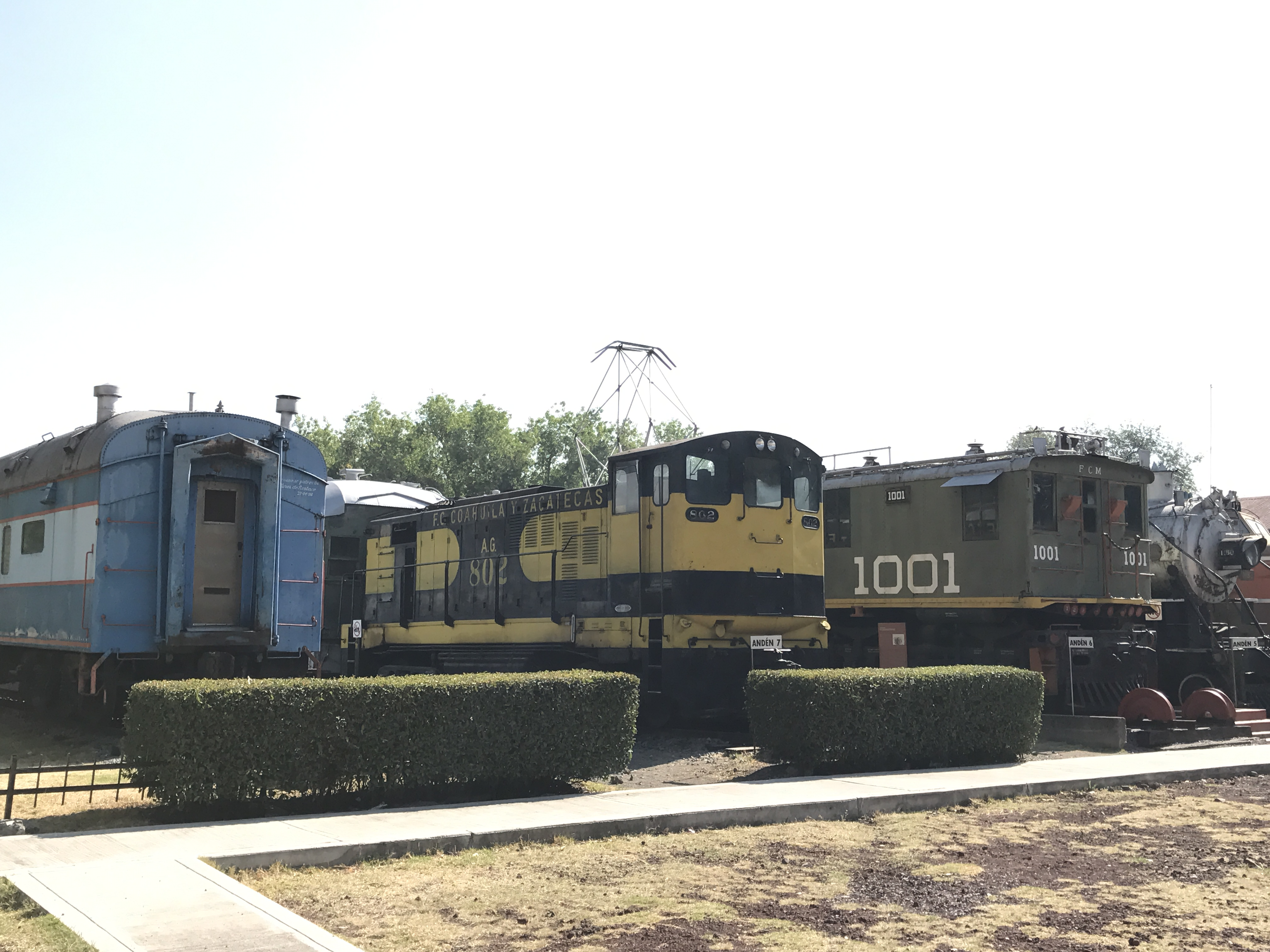
Antiguas locomotoras en los andenes del museo.

La ruta del Ferrocarril Mexicano fue la primera que se construyó en nuestro país, iba de la Ciudad de México al puerto de Veracruz, con un ramal de Apizaco a Puebla cuya extensión era de 47 kilómetros. La estación Puebla del Ferrocarril Mexicano se inauguró el 16 de septiembre de 1869 por el entonces presidente de la república Benito Juárez.
Entre 1993 y 1994 la empresa FNM, por conducto del MNFM, llevó a cabo el Censo General de Estaciones de FNM con el objetivo de levantar un registro que permitiera el reconocimiento de todas las estaciones de ferrocarril para su posterior restauración o reutilización. 
En 1995, ante la inminente privatización del sistema ferroviario mexicano, FNM propuso llevar a cabo el Programa Nacional de Rescate del Patrimonio Histórico Cultural y Artístico de FNM (PRONARE) cuya organización y operación quedó a cargo del MNFM, con el propósito de localizar, registrar y acopiar los bienes documentales, gráficos e impresos generados por y para la empresa, así como el equipo tractivo y herramientas que se utilizaron en su operación.
Con los resultados del PRONARE se conformaron y enriquecieron las colecciones que hoy constituyen el Centro de Documentación e Investigación Ferroviarias, sitio que se edificó en la segunda sección del Museo convirtiéndose en el repositorio más importante de México en materia de ferrocarriles porque en él se resguardan, protegen y estudian los documentos, gráficos e impresos de mediados del siglo XIX y siglo XX.

## Colecciones

### Material rodante
| Locomotora    | Tipo                                                   | Historia | Imagen |
| ------------- | ------------------------------------------------------ | --- | ------ |
| FCM 40        | Locomotora de vapor de vía ancha 2-8-0                 | Fue construida en 1981 por Baldwin Locomotive Works, operó en el Ferrocarril Mexicano bajo el número #61 y en la unificación de Ferrocarriles Nacionales de México (1950) se cambió su número por 40. Estuvo exhibida en la estación de Patanco hasta la creación del Museo Nacional de Ferrocarriles Mexicanos. |        |
| NdeM 650      | Locomotora de vapor de vía ancha 2-6-0                 | Esta locomotora fue fabricada por Baldwin Locomotive Works en 1901, entrando en operación ese mismo año en el Ferrocarril de Veracruz al Istmo bajo número 3 hasta su salida del servicio en 1955, fue rescatada en los talleres de Aguascalientes en 1980 y utilizada para viajes especiales. Llegó al Museo Nacional de Ferrocarriles en 1987. |        |
| CYZ 10        | Locomotora de vapor de vía angosta 2-8-0               | Construida por Baldwin Locomotive Works en 1908, dio servicio en el ramal de vía angosta del Ferrocarril Coahuila y Zacatecas, fue retirada del servicio en 1970 tras la administración de Ferrocarriles Nacionales de México y el ensanchamiento de la línea. Ingresó al Museo Nacional de Ferrocarriles Mexicanos en 1970. |        |
| NdeM 601      | Locomotora de vapor de vía ancha 0-4-2                 | Construida por Orenstein & Koppel en 1910, pasó a formar parte de ferrocarriles nacionales de México en 1917 donde se le realizaron diferentes modificaciones, tras su salida del servicio fue almacenada en Nonoalco y después fue colocada como monumento frente a la estación Buenavista en la Ciudad de México hasta su traslado al museo en 1999. |        |
| NdeM 1150     | Locomotora de vapor de vía ancha 2-8-0                 | Fabricada y puesta en servicio en 1921 para Ferrocarriles Nacionales de México, esta máquina estaba en un grupo de 54 locomotoras que llegaron a México tras finalizar la Revolución Mexicana. Originalmente utilizó el número #804 y fue cambio de número en 1950 por el actual, fue dada de baja en 1963, salvada de ser desarmada, restaurada y utilizada para viajes especiales por el Club Amigos del Ferrocarril AC. Llegó al museo en 1989. |        |
| OdeM 2        | Locomotora de vapor de vía ancha 0-6-0                 | Construida en 1942 por H. K. Porter Company, fue entregada al ejército estadounidense y después vendida al Ferrocarril Occidental de México en 1948 donde dio servicio hasta 1975 en lo 62 km de recorrido, fue almacenada en los Talleres de empalme Sonora y restaurada en 2002, mismo año que entró al Museo Nacional de Ferrocarriles Mexicanos. esta es la protagonista anual del concierto Sinfonía vapor Celebrado a finales de año donde se le puede ver silbar y caminar. |        |
| NdeM 3034     | Locomotora de Vapor de vía Ancha 4-8-4                 | Integrante del grupo de 31 locomotoras Niagara fabricadas por Baldwin Locomotive Works, entró al servicio en 1946, estas locomotoras tipo Niagara formaron parte de los últimos pedidos de Locomotoras de vapor por parte de Nacionales de México, terminó su servicio en 1968 y fue rescatada por el Club Amigos del Ferrocarril AC para viajes especiales. |        |
| FCM 1001      | Locomotora Eléctrica de vía ancha 0-4-4-4-0            | Fabricadas por General Electric y ALCO en 1923, estas locomotoras formaron parte del Ferrocarril Mexicano dando servicio en el tramo entre Esperanza y Paso de Macho; dada la dificultad de la línea en esta zona y la necesidad de reemplazar las viejas locomotoras Fairlie que operaban este ramal, para ello el FCM tuvo que construir una compleja red de electrificado y reforzar puentes, dejaron de operar entre 1970 y 1972. Esta locomotora llegó al museo en 1985. |        |
| SBC 2203      | Locomotora Diésel Eléctrica EMD FT                     | Construida por Electro Motive Division en 1944 para el ferrocarril Northern Pacific con su unidad B, esta es una máquina muy especial ya que es el primer modelo de la exitosa serie F de EMD, fue vendida al Ferrocarril Sonora Baja California y operó hasta la unificación de Ferrocarriles Nacionales de México, tras esto fue rescatada en los talleres de empalme donde fue separada de su unidad B que nunca fue rescatada y fue modificada para operar con regularidad. Ingresó al Museo Nacional de Ferrocarriles Mexicanos en 1981 en un viaje desde Buenavista a Puebla. Hoy en día se utiliza para movimientos en el patio del museo. |        |
| DH-19 y DH-17 | Locomotora Diésel Eléctrica ALCO PA-4                  | Considerada la locomotora más hermosa jamás construida, la DH 19 y DH17 fueron fabricadas originalmente como PA-1 para el ferrocarril Atchison Topeka And Santa Fe en 1947, tras el nulo éxito del modelo, fueron rescatada por el Ferrocarril Delaware and Hudson, reconstruida y acondicionadas junto con otras 2 locomotoras más del mismo modelo, operaron en este ferrocarril hasta su venta a México donde operaron hasta que sufrieron accidentes y quedaron totalmente obsoletas, pasados los años solo estas dos fueron rescatadas con partes de las otras dos restantes.                                                                |        |
| NdeM 6328 B   | Ayudadora de locomotora diésel eléctrica EMD F7B       | Construida por la Electro Motive División en 1951 esta es la última unidad F B que se conserva en México, esta es una ayuda para el servicio de pasajeros, dotando a los coches de servicios como calefacción y además de aporta más potencia ya que está dotada de un motor. |        |
| NdeM 7020     | Locomotora diésel eléctrica EMD F9                     | Construida por electro Motive División en 1956, esta locomotora es una evolución del modelo F de EMD, llegó al museo desde su inauguración con la 6328B donde fue regresada a su esquema original con el que llegó a México (de dos tonos negro y naranja llamado águila azteca). |        |
| NdeM 602      | Locomotora Diésel Eléctrica FM H16-44 Baby Trainmaster | Construida por Fairbanks Morse en 1960, es una locomotora raras debido a que el fabricante de esta no tuvo mucha relevancia en la venta de locomotoras debido a que todos sus modelos integraban un motor de pistones encontrados. Este modelo en específico es denominado como baby Trainmaster al ser una versión más pequeña del Trainmaster de FM, este en especial perteneció al SCOP para después servir en el Ferrocarril Chihuahua Pacífico con otras máquinas del mismo modelo, esta locomotora es especial ya fue restaurada en 1986 para celebrar el 25 aniversario de la finalización del Ferrocarril Chihuahua Pacífico.             |        |
| CYZ 802       | Locomotora Diésel Eléctrica de vía angosta EMD GA8     | Fabricada por Electro Motive División en 1964, esta locomotora formó parte del Ferrocarril Coahuila y Zacatecas junto con otras 3 más del mismo modelo, esta locomotora tiene la particularidad de llamarse "Independencia". Fue trasladada al ramal Oriental Teziutlán donde operó hasta ser trasladada al Museo Nacional de Ferrocarriles Mexicanos, cuenta con un par de trucks de vía ancha. |        |
| NdeM 5427     | Locomotora diésel eléctrica de Vía angosta EMD GA8     | Fabricada por Electro motive Division en 1967 para operar en los Ferrocarriles Unidos de Yucatán, fue trasladada al ramal Oriental Teziutlán donde operó hasta la clausura del ramal. |        |
| FSRR 9102     | Locomotora Diésel Eléctrica U23-B                      | Fabricada por General Electric en 1975 para Nacionales de México, forma parte de la serie U-Boat de GE, tras la privatización de Ferrocarriles Nacionales de México pasó a ser parte de Ferrosur, tras concluir su temporada activa fue dada de baja y dejada en Coatzacoalcos para ser destruida, pero después fue rescatada y donada, e ingresó recientemente al Museo Nacional de Ferrocarriles Mexicanos en 2019. |        |

### Patrimonio Mueble

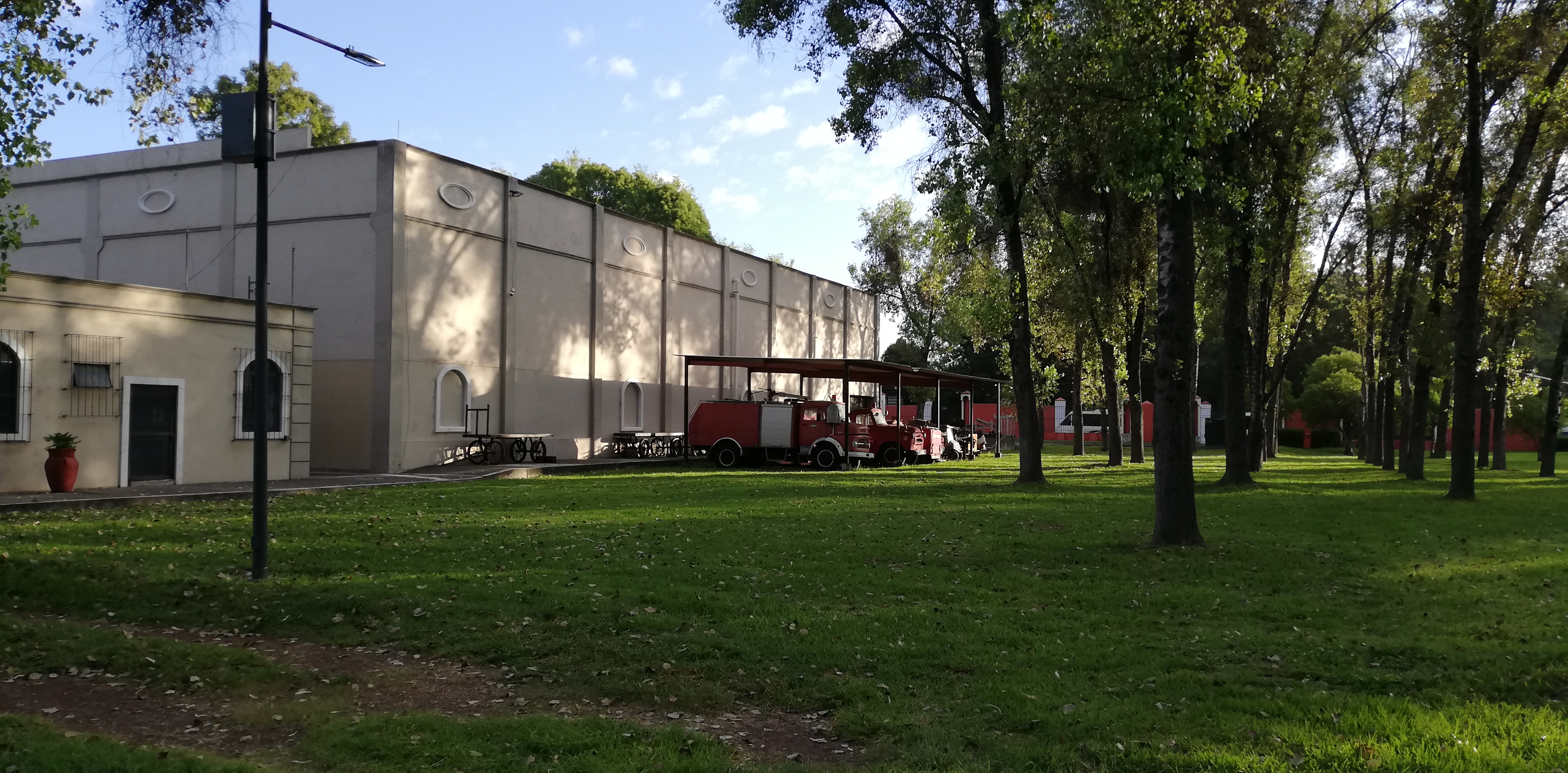
Vista inmueble denominado Almacén de Colecciones.

El Programa Nacional de Rescate del Patrimonio Histórico, Cultural y Artístico de los Ferrocarriles Nacionales de México (PRONARE), logró recolectar diversos bienes documentales, muebles e inmuebles relacionados con la cultura ferrocarrilera entre 1995 y 1998. Durante este trabajo se logró enviar a través de furgones todo ese acervo a la sede del Museo Nacional de los Ferrocarriles Mexicano situado en la ciudad de Puebla. Durante este período se localizaron, marcaron, documentaron y rescataron los bienes que a criterio de los investigadores contaban con un significado histórico y cultural importante, es decir, tenían un impacto no solo visual, sino también histórico y hasta nostálgico; la colección de bienes muebles históricos representaba uno de los periodos más importantes de México, existen objetos de entre 1895 y 1960.
El Museo Nacional de los Ferrocarriles Mexicanos se vio en la necesidad de crear un espacio adecuado específicamente para el resguardo de una colección en constante crecimiento, diversa en todos los sentidos principalmente en formas, pesos y funciones.
La arqueología industrial prevalece en la colección, existen todo tipo de objetos relacionados con los ferrocarriles, no solo equipo rodante, también cuenta con: herramienta, maquinaria, señalética, herrajes, mobiliario para oficinas y para equipo de arrastre, indumentaria, aparatos de laboratorio químico, eléctrico, electrónico, para la construcción, utensilios médicos, de cocina, de mantenimiento, de comunicación, incluso existen objetos artesanales, es decir, creados por los mismos trabajadores del ferrocarril; es un universo rico históricamente hablando.

## Centro de Documentación e Investigación Ferroviarias
El Centro de Documentación e Investigación Ferroviarias (CEDIF), es el área del Centro Nacional para la Preservación del Patrimonio Cultural Ferrocarrilero de la Secretaría de Cultura del Gobierno de México, que tiene como propósito preservar, organizar, describir y difundir los documentos históricos, planos, fotografías y publicaciones especializadas, que produjeron las empresas privadas ferroviarias y, sobre todo, la propia empresa pública Ferrocarriles Nacionales de México  (FNM) durante el siglo XIX y casi todo el siglo XX, los cuales se resguardan en sus instalaciones ubicadas dentro del Museo.

## Exposiciones
Desde la apertura del Museo en 1988, se ha trabajado el contenido y presentación de cada exposición cuyo objetivo principal es difundir los avances en el rescate, la investigación y la conservación del patrimonio ferroviario nacional. El abordaje de los temas se hace a partir de muy diversos puntos de vista: científicos, tecnológicos, humanistas y de acercamiento estético y cognitivo mediante las artes. El edificio principal del Museo, se ha habilitado para albergar las exposiciones temporales cuyas temáticas se nutren con el rico acervo de piezas y documentos así como de la valiosa colección de herramientas y objetos diversos. De igual forma, se han adaptado algunas piezas del equipo rodante como el coche Exprés 12178 de la empresa FNM, construido en 1945, el cual se le conoce come el Exprés de la fotografía, ubicado en el tercer andén del Museo donde se exhiben exposiciones fotográficas que muestran la infraestructura ferroviaria hasta la vida laboral y cotidiana que se desarrolló en torno al ferrocarril así como el trabajo de fotógrafos locales y foráneos, y acervos de otras colecciones.  Por otra parte se cuenta con el programa de exposiciones itinerantes que tiene como objetivo principal promover en la Red de Museos, la reflexión, divulgación, valoración y difusión del patrimonio ferroviario. Gran parte de las exposiciones temporales, en específico, las fotográficas, presentadas en el coche Exprés de la fotografía, se han ido integrando a la oferta de exposiciones itinerantes.   Para el Museo, la crisis sanitaria generada por el coronavirus, ha planteado nuevos retos para generar nuevas maneras de dar continuidad a su oferta cultural. Ante ello, se han generando exposiciones virtuales, poniendo al alcance del público contenidos en formato digital sobre el patrimonio que el MNFM tiene a su resguardo.
Algunas exposiciones presentadas son:
- "BRACEROS, vistos por los Hermanos Mayo" | agosto de 2014 - abril de 2015
- "Mi corazón extraña el tren. Viaje en el Vagón Sound System." | septiembre de 2014 - abril de 2015
- "Ruta a la modernidad 1902 - 1908" | noviembre de 2015 - mayo de 2016
- "Sin Fronteras" | noviembre de 2017 - abril de 2018
- Exposición fotográfica "El automóvil gris" | noviembre de 2019 - abril de 2020
- Exposición fotográfica "Vía libre: gremio ferrocarrilero y deporte" | mayo de 2021 - abril 2022[43]

## Servicios educativos y oferta cultural
El museo desarrolla un programa educativo y de comunicación que tiene como propósito la difusión, valoración y aprovechamiento social del patrimonio ferroviario. Lo anterior, mediante el desarrollo de actividades y recursos lúdico didácticos para el sector educativo, la programación de una agenda cultural que incluye los Festivales por la cultura y la paz, así como la producción de programas y series radiofónicas. También cuenta con espacios culturales como la Ludoteca, El vagón de la radio, El vagón de la ciencia, La bebeteca, La biblioteca pública y el Vagón de cine, en los que se atiende a niños, niñas, jóvenes y adultos.

### Actividades y recursos lúdico didácticos para el sector educativo
El  Museo Nacional de los Ferrocarriles Mexicanos realiza actividades con grupos escolares de los distintos niveles educativos, a través de proyectos y materiales las visitas guiadas, presenciales y virtuales y la edición de la Guía del Museo Nacional de los Ferrocarriles Mexicanos para el docente de primaria, en versiones impresa, digital y para sitio web, que incluye contenidos y recursos para que los maestros puedan hacer recorridos guiados con sus grupos y apoyar su práctica docente. Asimismo, el museo cuenta con un programa de servicio social y prácticas profesionales para estudiantes de bachillerato técnico y licenciatura.

### Producciones radiofónicas
El museo produce series y programas de radio orientados a la difusión de la historia, tecnología y cultura de los ferrocarriles en México y el mundo. Algunas de esas producciones son: El vagón de la radio, En las vías de la revolución mexicana, Férrea memoria,  Viajeros a bordo, Historias cantadas y   Acústico en el vagón, entre otras.

### Festivales por la cultura y la  paz
A través de ellos se desarrollan programas culturales, educativos y de recreación para los diversos públicos, tanto en la sede del Museo Nacional de los Ferrocarriles Mexicanos, como en espacios públicos, juntas auxiliares, unidades habitacionales y colonias populares de Puebla y su área conurbada.

#### Festival Estación verano
Se realiza desde el año 2008 en coordinación con el Instituto Municipal de Arte y Cultura de Puebla. Este festival busca garantizar el acceso equitativo de niños, jóvenes y adultos a propuestas artísticas, educativas y de recreación, durante el periodo vacacional de julio y agosto.
En la programación del festival han participado varias instancias de gobierno tales como el Archivo General del Estado,  el Museo y Biblioteca General Ignacio Zaragoza, Tren Turístico Puebla Cholula, la Coordinación Nacional de Alas y Raíces y la Librería Educal, la cual participó con el Libro Bus en  espacios públicos, como el Mercado de Sabores Poblanos o la Laguna de Chapulco. Otras instituciones que han colaborado en este festival son la Academia Mexicana de la Ciencia, el planetario Germán Martínez Hidalgo, el Consejo Estatal de Ciencia y Tecnología de Puebla y el Instituto Nacional de Astrofísica Óptica y Electrónica han aportado talleres de ciencia a la programación. El Centro Nacional de Cultura Digital y el Centro Multimedia del Centro Nacional de las Artes han aportado talleres en torno al arte digital. La contribución de otras instituciones como la Alianza Francesa, Radio Cultural Campesina de Teocelo Veracruz han permitido apreciar la multiculturalidad desde la óptica del arte y la comunicación. 
A través de las universidades de Puebla capital, Estación Verano ha ampliado su espectro de acción a las comunidades de estudiantes. Entre las instituciones educativas de nivel superior que han participado se encuentran el Instituto de Estudios Universitarios, Bellas Artes y Museo UPAEP, la Universidad Iberoamericana, la Vicerrectoría de extensión y difusión de la cultura de la Benemérita Universidad Autónoma de Puebla, difusión cultural de la UNAM, la Universidad Cuauhtémoc y  la Capilla del Arte de la UDLAP.
Los colectivos y asociaciones civiles ciudadanas también se han sumado a este proyecto comunitario con talleres y eventos artísticos, entre ellos están La 15, Consejo Puebla de Lectura, Subterráneos Cultura y Rock, Iniciativa Ciudadana, Puente Ciudadano, Portavoz de personas con discapacidad, el Colectivo de Músicos Independientes Organizados (MIO), los Visiklkticxs, CemiJazz, La Matatena y la organización internacional Save The Children. 
La participación de la comunidad artística local y nacional ha estado presente en  catorce años de existencia del festival, entre los artistas participantes se encuentran las bandas poblanas y nacionales de música para niños como Los Patita de Perro, Los Monedita de Oro, La Hormiga Juana, Papiroplástica, Bandula, Cachivache y Tu Rockcito. Otras agrupaciones musicales como Triciclo Circus Band, Entretango y FAS trío han formado parte de la oferta artístico musical. 
Entre los artistas locales y nacionales que han participado en Estación verano se encuentran Aziza Alaoui, Luis Camey,  Jorge Llaca, Michael López, Santos Cuatecontzi, Antonieta Sulas, Jenny Casas, Antonio Cedeño, Ana Bilbao, Jesús López, Ángel Osorio, entre otros.

#### Festival Alas sobre rieles
Se realiza desde el 2019, con la colaboración de la Benemérita Universidad Autónoma de Puebla, a través del Centro Universitario para la Prevención de Desastres Regionales y el Instituto de Ciencias Sociales y Humanidades, así como el Jardín Etnobotánico Francisco Peláez y la Asociación Civil Naturaleisa. Su propósito es promover, con acciones educativas y de recreación, el cuidado del medio ambiente y la cultura de paz. Como parte del festival en el 2019 comenzó el proceso de establecimiento de un jardín comunitario con fines educativos que contempla áreas de plantas para polinizadores, hortalizas, milpa, compostas y cuerpos de agua, entre otros.

#### Festival Sobre rieles
Arte y cultura indígena y afromexicanas. Se lleva a cabo desde 2012 en colaboración con la Secretaría de Cultura del Gobierno del estado de Puebla. Dirigido al público infantil, su propósito es promover el libro y la lectura mediante el abordaje de distintos ejes temáticos.